# Kupferberg
Kupferberg er en by i Landkreis Kulmbach, Regierungsbezirk Oberfranken i den tyske delstat Bayern. Den er en del af Verwaltungsgemeinschaft Untersteinach.

## Geografi
Kupferberg ligger mellem Frankenwald og Fichtelgebirge, og er med 1.200 indbyggere, en af de mindste byer med stadsret i Tyskland.

### Inddeling
Ud over Kupferberg ligger i kommunen landsbyerne Dörnhof, Schallerhof, Schmölz og Unterbirkenhof.

## Historie
Stadsretten stammer fra 1326; dengang levede der over 3.000 mennesker i byen. I miner rundt omkring byen arbejdede 1.700 mennesker.